# جان بومن (بازیکن فوتبال)
جان بومن (انگلیسی: John Bowman; ۲۳ آوریل ۱۸۷۹ – ۲۶ ژانویهٔ ۱۹۴۳) بازیکن فوتبال اهل بریتانیا بود.
از باشگاه‌هایی که در آن بازی کرده‌است می‌توان به باشگاه فوتبال استوک سیتی، باشگاه فوتبال نوریچ سیتی، باشگاه فوتبال پورت ویل، و باشگاه فوتبال کویینز پارک رنجرز اشاره کرد.